# Братська Борщагівка
Бра́тська Борщагі́вка — історична місцевість у Святошинському районі м. Києва, колишнє село.

## Розташування
Село існувало з 1630-х рр. на території Південної Борщагівки. Простягається вздовж вулиць Трублаїні, Качури та заключної частини вул. Симиренка. На півночі межує з масивом Південна Борщагівка, прилягає до місцевості Михайлівська Борщагівка.
Центральна частина цього колишнього села знаходилася на території мікрорайону, обмеженого Окружною дорогою, вулицями Симиренка, Григоровича-Барського та Зодчих.

## Історія
Назва села з'явилася в результаті секуляризаційної реформи Катерини ІІ, після 1786 року, коли у київських монастирів було конфісковано п'ять однойменних сіл Борщагівок, і виникла потреба якось їх розрізняти. Таким чином, до початку XIX століття усталилася назва Братська Борщагівка. До початку Другої Світової війни назва Братська Борщагівка практично вийшла з обігу, оскільки фактично «злилася» з Микільською Борщагівкою і замінена назвою останньої.
До виникнення сталого поселення тут існувала стародавня дорога з Києва.
За часів Речі Посполитої ця земля належала церкві Воздвиження Хреста Господнього (знаходилася на місці сучасної Андріївської церкви), потім — попові Моїсею Івановичу, а в 1638 року, з дозволу польського короля Владислава IV — ігумену Братського монастиря Софронію.
Село відоме з XVII століття (приблизно з 1644 року), коли ця місцина була віддана у довічне володіння Братському монастиреві на Подолі (звідси і назва — Братська Борщагівка). Надалі це підтверджувалося численними королівськими грамотами.
Цілком можна вважати, що село виникло та починалося з місцевого двірця — садиби управителя місцевими монастирськими угіддями. На середини XVIII століття у селі мешкало менше 60 чоловік, а за століття, 1866 року — вже 299.

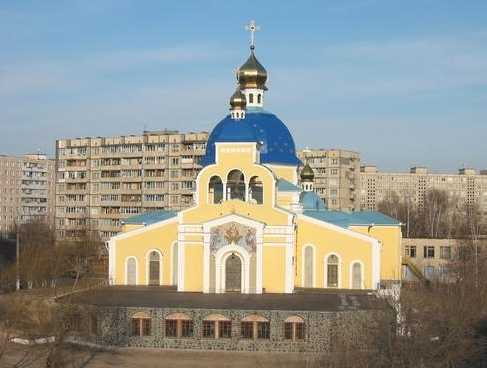
Храм Живоносного Джерела (Казанської Ікони Божої Матері)

Свого часу село було відоме, по-перше, як місце прощі до чудотворної ікони у місцевій церкві, до котрої на прощу традиційно стікалися прочани з Києва. По-друге — своєю «академічною» дачею, на якій відпочивали у XIX столітті на «вакаціях» студенти Київської духовної академії (район сучасного стадіону школи № 235).
1766 року у селі поселилося 36 болгар, вихідців із села Богданов-Дол (зараз в общині міста Пернік у Болгарії), котрі утворили свій куток «Бургари». Це було найбільше компактне поселення болгар у Києві та його околицях.
У середині XVIII століття (початок будівництва — 1747 рік) було споруджено дерев'яну церкву, котра простояла до кінця 1860-ті рр. (знаходилася на території поміж сучасним ЖЕКом та школою № 235). У 1866—1872 роках збудовано нову кам'яну церкву на честь Ікони Божої Матері «Життєдайне Джерело», котра дуже постраждала у радянський час, однак збереглася і була відновлена в 1996—2002 роках. Нині це Храм Живоносного Джерела. Назва храму також нагадує про давню криницю, що існувала у Братській Борщагівці з сивої давнини. Клірові відомості, метричні книги, сповідні розписи церкви Живоносного Джерела с. Братська Борщагівка Київської сотні Київський полку, з 1781 р. Київського повіту Київського намісництва, з 1797 р. Білогородської волості Київського повіту і губернії зберігаються в ЦДІАК України.
В середині XIX століття на підвищенні обабіч давнього шляху було закладене кладовище, нині відоме під назвою Братського (вул. Григоровича-Барського).

## Сучасність
З 1971 року Братська Борщагівка — у складі Києва. Селище частково знесене наприкінці 1970-х років (його північна частина нині входить до території житломасиву Південна Борщагівка). Південна ж частина збереглася і донині як район приватної малоповерхової забудови.